# Sour (album)
Pour les articles homonymes, voir Sour (homonymie).
Albums de Olivia Rodrigo
Guts
(2023)
Singles
1. Drivers License
Sortie : 8 janvier 2021
2. Deja Vu
Sortie : 1er avril 2021
3. Good 4 U
Sortie : 14 mai 2021
4. Traitor
Sortie : 21 mai 2021

Sour (stylisé en majuscule) est le premier album studio de l'auteure-compositrice-interprète américaine Olivia Rodrigo, sorti le 21 mai 2021 et produit par Geffen Records.
L'album est écrit par Olivia Rodrigo et Dan Nigro et est principalement enregistré pendant le confinement. Surtout pop, l'album propose néanmoins une polyvalence musicale qui s'étend du rock alternatif au pop punk. L'album est centré sur l'adolescence, la romance et le chagrin d'amour. Olivia y évoque des thèmes tels que la rupture, l'identité, le doute, la mélancolie ou encore la jalousie.
Drivers License, premier single de l'album (et de la chanteuse), se classe à la première place du Billboard Hot 100 durant 8 semaines consécutives. Deja Vu atteint lui la 8e place du classement, faisant d'elle la première artiste de l'histoire du Hot 100 à faire ses débuts avec ses deux premiers singles classées dans le top 10. Good 4 U, dernier single dévoilé avant la sortie de l'album (1 semaine avant), se classe également à ses débuts en première place du classement.

## Histoire
Olivia Rodrigo est une auteure-compositrice-interprète et actrice américaine connue pour ses rôles principaux dans la sitcom Frankie et Paige (2016-2019) de Disney Channel et la série High School Musical : La Comédie musicale, la série (2019) diffusée sur Disney+. Elle enregistre des chansons pour la bande originale de cette dernière, y compris All I Want, qui reçoit une certification en or de la Recording Industry Association of America.
En 2020, Olivia Rodrigo signe avec Geffen Records dans l'optique de sortir son premier EP en 2021. Tandis qu'il écoute les ses chansons sur les conseils d'un ami, Dan Nigro, un auteur-compositeur et producteur américain, est « complètement époustouflé » par celle-ci. Il décide de contacter la jeune chanteuse via Instagram, lui proposant de travailler avec elle.
Peu de temps après que la pandémie de Covid-19 a touché les États-Unis, le duo se réunit pour faire connaissance. Ils commencent à collaborer après avoir trouvé le moyen de travailler en toute sécurité et isolés,.
Le 8 janvier 2021, elle sort son premier single Drivers License, produit par Nigro, qui est un succès commercial et critique sans précédent. Billboard déclare par la suite que le single est l'une des chansons numéro un ayant le plus dominé l'histoire du Hot 100.
En mars 2021, Rodrigo commence à promouvoir son prochain single sur les réseaux sociaux. Elle archive ses anciennes publications et poste des teasers « étranges », qui mènent le 29 mars 2021 à l'annonce du titre Deja Vu. Elle dévoile la pochette de l'album dans le même post,.
À la mi-avril 2021, elle révèle la liste entière des chansons de l'album. Il s'agit de onze chansons incluant les titres déjà sortis Drivers License et Deja Vu.

## Le processus de conception de l'album
Dans une interview pour le magazine américain Interview, elle confie que le processus d’écriture et d’enregistrement a été un exercice pour trouver son identité musicale après avoir expérimenté la célébrité avec Disney : « Je veux juste être prise au sérieux en tant qu'auteur-compositeur et en tant qu'artiste. On pourrait faire des interviews à l'infini sur la façon dont on veut être pris au sérieux, mais pour moi, la vraie question était : "Laissons la musique parler d'elle-même" ». Elle déclare également que la conception de cet album lui a permis de mettre en lumière sa maturité sans pour autant trahir ses racines.

## Musiques et paroles
Cet album de onze titres mélange les influences. Les mélodies et l’écriture sont majoritairement influencées par la chanteuse Taylor Swift dont Olivia Rodrigo est une fan inconditionnelle. La mélodie de la chanson 1 Step Forward, 3 Steps Back sample le morceau New Year’s Day de Taylor Swift.
Il y a également des références plus rock avec les titres brutal, good 4 u, et jealousy, jealousy. Le reste de l’album est composé de balades avec des riffs de guitares grunges et des distorsions.

## Liste des chansons
| 1.    | Brutal                       | - Olivia Rodrigo - Daniel Nigro                 | Dan Nigro                                  | 2:23 |
| 2.    | Traitor                      | - Olivia Rodrigo - Dan Nigro                    | Dan Nigro                                  | 3:49 |
| 3.    | Drivers License              | - Olivia Rodrigo - Dan Nigro                    | Dan Nigro                                  | 4:02 |
| 4.    | 1 Step Forward, 3 Steps Back | - Olivia Rodrigo - Taylor Swift - Jack Antonoff | Jack Antonoff- Olivia Rodrigo-Taylor Swift | 2:43 |
| 5.    | Deja Vu                      | - Olivia Rodrigo - Dan Nigro                    | Dan Nigro                                  | 3:35 |
| 6.    | Good 4 U                     | - Olivia Rodrigo - Dan Nigro                    | - Nigro - Alexander 23                     | 2:58 |
| 7.    | Enough for You               | Olivia Rodrigo                                  | - Dan Nigro - Olivia Rodrigo               | 3:22 |
| 8.    | Happier                      | Olivia Rodrigo                                  | - Dan Nigro                                | 2:55 |
| 9.    | Jealousy, Jealousy           | - Olivia Rodrigo - Dan Nigro - Casey Smith      | - Dan Nigro - Jam City                     | 2:53 |
| 10.   | Favorite Crime               | - Olivia Rodrigo - Dan Nigro                    | Dan Nigro                                  | 2:32 |
| 11.   | Hope Ur Ok                   | - Olivia Rodrigo - Dan Nigro                    | Dan Nigro                                  | 3:29 |
| 34:41 |                              |                                                 |                                            |      |

## Promotion
Olivia Rodrigo performe Drivers License en février 2021 durant l’émission The Tonight Show Starring Jimmy Fallon.
Le 12 mai 2021, elle publie un extrait de Sour sur sa chaîne YouTube. On la voit elle et son producteur au studio d’enregistrement. La vidéo dévoile des courts extraits de la chanson Good 4 you qui est dévoilée entièrement deux jours après. Le 15 mai 2021, elle met en place un numéro de téléphone (323-622-SOUR) qui dévoile des extraits des chansons de l’album peu avant sa sortie.

### Films

#### Sour Prom
Le 29 juin 2021, elle diffuse un live de son concert entier intitulé Sour Prom sur sa chaîne YouTube afin de célébrer la réussite de son album. La mise en scène reprend le concept des bals de promos aux États-Unis. Elle y performe différentes chansons de son album, dont un mashup de ses deux titres Deja Vu et Happier, dans différents décors : l’arrière d’une limousine, une piste de danse, un terrain de football américain.
Ce concert a été ensuite nommé dans la catégorie « Meilleur projet vidéo » aux 2021 UK Music Video Awards.

#### Driving Home 2 U (A Sour Film)
Le 17 février 2022, Olivia Rodrigo annonce la sortie d’un documentaire sur Sour, intitulé Driving Home 2 U (A Sour Film) prévu le 25 mars 2022 sur Disney +. Il est réalisé par Stacey Lee et produit par Interscope Films et Supper Club. Le film montre le road trip de la chanteuse de Salt Lake City à Los Angeles au cours duquel elle écrit son album. Le film comprend « de nouveaux arrangements live de ses chansons, des interviews intimes et des séquences inédites de la réalisation de l'album »,.

## Classements hebdomadaires
| Classement (2021)                  | Meilleure place |
| ---------------------------------- | --------------- |
| Allemagne (Media Control AG)       | 7               |
| Australie (ARIA)                   | 1               |
| Autriche (Ö3 Austria Top 40)       | 1               |
| Belgique (Flandre Ultratop)        | 1               |
| Belgique (Wallonie Ultratop)       | 3               |
| Canada (Canadian Albums Chart)     | 1               |
| Danemark (Tracklisten)             | 1               |
| Écosse (OCC)                       | 1               |
| Espagne (Promusicae)               | 1               |
| États-Unis (Billboard 200)         | 1               |
| Finlande (Suomen virallinen lista) | 2               |
| France (SNEP)                      | 8               |
| Irlande (Irish Albums Chart)       | 1               |
| Italie (FIMI)                      | 12              |
| Norvège (VG-lista)                 | 1               |
| Nouvelle-Zélande (RIANZ)           | 1               |
| Pays-Bas (Mega Album Top 100)      | 1               |
| Portugal (AFP)                     | 1               |
| Royaume-Uni (UK Albums Chart)      | 1               |
| Suède (Sverigetopplistan)          | 1               |
| Suisse (Schweizer Hitparade)       | 3               |

## Certifications
| Région | Certification | Ventes/Streams |
| --- | ------------- | -------------- |
| Allemagne (BM) | Or            | 100 000^       |
| Australie (ARIA) | 2 × Platine   | 70 000^        |
| Autriche (IFPI) | Platine       | 15 000x        |
| Belgique (BEA) | 4 × Platine   | 80 000*        |
| Canada (Music Canada) | 3 × Platine   | 240 000^       |
| Danemark (IFPI) | 2 × Platine   | 40 000^        |
| Espagne (PME) | Platine       | 40 000^        |
| États-Unis (RIAA) | 4 × Platine   | 4 000 000^     |
| France (SNEP) | 2 × Platine   | 200 000*       |
| Italie (FIMI) | Platine       | 50 000*        |
| Mexique (AMPFV) | 4 × Platine   | 630 000^       |
| Norvège (IFPI) | 3 × Platine   | 60 000*        |
| Nouvelle-Zélande (RMNZ) | 3 × Platine   | 45 000^        |
| Pologne (ZPAV) | 3 × Platine   | 60 000*        |
| Portugal (AFP) | Platine       | 15 000x        |
| Royaume-Uni (BPI) | 3 × Platine   | 900 000^       |
| Singapour | Platine       | 10 000         |
| *Ventes selon la certification ^Mise en rayon selon la certification xNon précisé par la certification ‡ventes/streaming selon la certification |               |                |